# Väldig är Guds nåd
Väldig är Guds nåd är en psalmtext med fem  8-radiga verser författade av Arvid Hydén.

## Publicerad i
- Kom (sångbok) 1930 nr 32 under rubriken "Frälsningen i Kristus".
- Sions Sånger 1951 nr 206
- Sions Sånger 1981 nr 199 under rubriken "Guds nåd i Kristus"
- Lova Herren 1988 nr 310 under rubriken "Kallelsen till Guds rike".
- Finlandssvenska psalmbok 1986 nr 421 under rubriken "Kallelse och efterföljd"-